# Брати Успіння
Брати Успіння — католицька релігійна громада, заснована в 1951 році в Бені в Заїрі (нині Демократична Республіка Конго) єпископом Генрі Піерардом, для сприяння африканському духовенству.
Зараз вони становлять невелику конгрегацію єпархіального права на службі Бені-Бутембо. Перші покликання до Братів Успіння походять ще з 1936 року. В 1943 році єпископ Піерард приймає до себе кандидатів на релігійне покликання, в парафії Санта Монульфе Мухангі і несе відповідальність за їх духовну освіту, в той час як брат Ігнатій відповідав за їхнє навчання ремеслу. В 1949 році ці учні були згруповані о. Мбінгі, і отець батько Віллем підтримував їх підготовку. 
У 1950 році отець Ромбарт Ламбре був призначений керівником новаків, і 15 серпня 1951 відбулися перші прийняття обітів. Послушники був переведені в Мусіенене, а 1953 року — в Бені в місці, що  підходило для цієї функції. 
Перелік наставників новаків: О. Монульфе (1944), о. Віллем (1949), о. Рамболд (1950–1958), о. Лівен (1958–1960), о. Монульфе  (1960–1964), о. Лінарс Лорент (1965), о. Кенсі Анрі (1965–1966), о. Монульфе (1966–1971).
Послідовність керівників конгрегації: брат Бенедикт Каніороро — до 1964 року, брат Афанасій Кібамба (1965–1967), брат Ентоні Комбі з 1967 по 1973 (пішов у відставку), брат Кіріл Мвімба (раніше був генеральним вікарієм) з 1973 по 1991 (три терміни), брат Альберік Мірембе з 1991 по 1997 (помер під час свого другого терміну), брат Афанасій Ківетт обраний в 1997 році, переобраний у 2001 році. 
Конгрегація Братів Успіння була затверджена 15 жовтня 1952 року.
Вони налічують трохи понад 50 членів, катехитів, ремісників і педагогів.